# Lidija Jewgenjewna Krylowa
Lidija Jewgenjewna Krylowa  (russisch Лидия Евгеньевна Крылова; * 12. März 1951 in Moskau) ist eine ehemalige sowjetische Steuerfrau.

## Biografie
Lidija Krylowa wurde 1972 Europameisterin mit dem sowjetischen Achter und gewann bei den Olympischen Sommerspielen 1976 in Montreal im Vierer mit Steuerfrau zusammen mit Ljudmila Krochina, Galina Mischenina, Anna Passocha und Nadeschda Sewostjanowa die Bronzemedaille.